# Pór zahradní
Pór zahradní (Allium porrum) je druh zeleniny z čeledi amarylkovitých. Z botanického hlediska patří do rodu česnek (Allium). Někteří autoři ho uvádí pod jménem jeho divokého předka Allium ampeloprasum var. porrum, jiní ho považují za samostatný kulturní druh Allium porrum.

## Popis
Jedná se o dvouletou až vytrvalou (spíše jen teoreticky) rostlinu, na bázi s válcovitou, vejčitou až kulovitou cibulí, často s vedlejšími cibulkami. Stonek je dosti robustní, do asi třetiny až poloviny krytý pochvami listů. Listy jsou jednoduché, přisedlé, s listovými pochvami. Čepele jsou celokrajné, ploché, mírně žlábkovité, se souběžnou žilnatinou. Květy jsou oboupohlavné, ve vrcholovém květenství, jedná se hlávkovitě stažený zdánlivý okolík, ve skutečnosti to je stažené vrcholičnaté květenství zvané šroubel. Květenství je podepřeno toulcem. V květenství jsou často přítomny pacibulky, které slouží teoreticky k vegetativnímu rozmnožování, někdy je jich více než květů, jindy květenství obsahuje i přes pět set květů. Okvětí se skládá ze šesti okvětních lístků bílé až narůžovělé až nachové barvy. Tyčinek je šest, nitky vnějších tří jsou v dolní třetině náhle rozšířené, nitky vnitřní trojice mají postranní zuby až dvakrát delší než vlastní nitky. Gyneceum je složeno ze tří plodolistů, je synkarpní, semeník je svrchní. Plodem je tobolka.

## Původ
Pór byl vypěstován z divokého druhu Allium ampeloprasum, který má domovinu v jižní Evropě a jihozápadní Asii, ale také v jižní Anglii a v Persii. Byl pěstován již Egypťany, Řeky a Římany ve starověku. Na více místech se o něm zmiňuje také Starý zákon. Římané si ho tak oblíbili, že měli dokonce zvláštní název pro zahrádky, na kterých ho pěstovali – říkali jim „porrinae“.

## Pěstování
Ozimé odrůdy vyséváme začátkem května. Za 5–6 týdnů ztlustlé sazenice přesadíme na pěstební záhon do připravených rýh. Zeminu přihrnujeme ke krčkům, na začátku zimy jsou už silné sazenice v nakopčených brázdách. Vegetační doba je přes 200 dnů. Část úrody můžeme už sklidit, zbytek ponecháme v zemi až do jara. Ozimé odrůdy, například Arkansas, Blizzard, Pollux, Seelandia či Elefant snesou mráz i přes −15 °C a sklizeň je i přes 50 kg póru z každých 10 m2 plochy. Podzimní a letní odrůdy vyséváme již koncem dubna, začátkem června je přesazujeme k dopěstování a koncem léta (vegetační dobu mají do 150 dnů) a během podzimu je sklízíme.

## Karyologie
2n=32 (tetraploid) vzácněji 2n=48 (hexaploid)

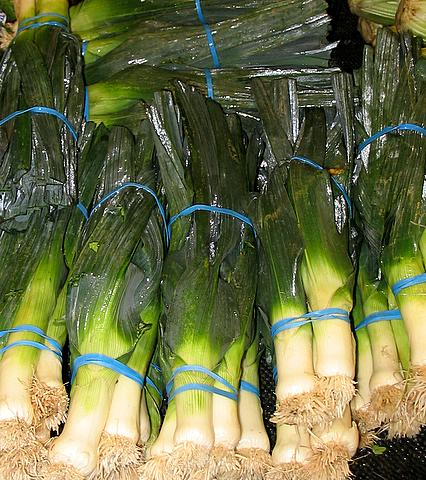
Pór na trhu

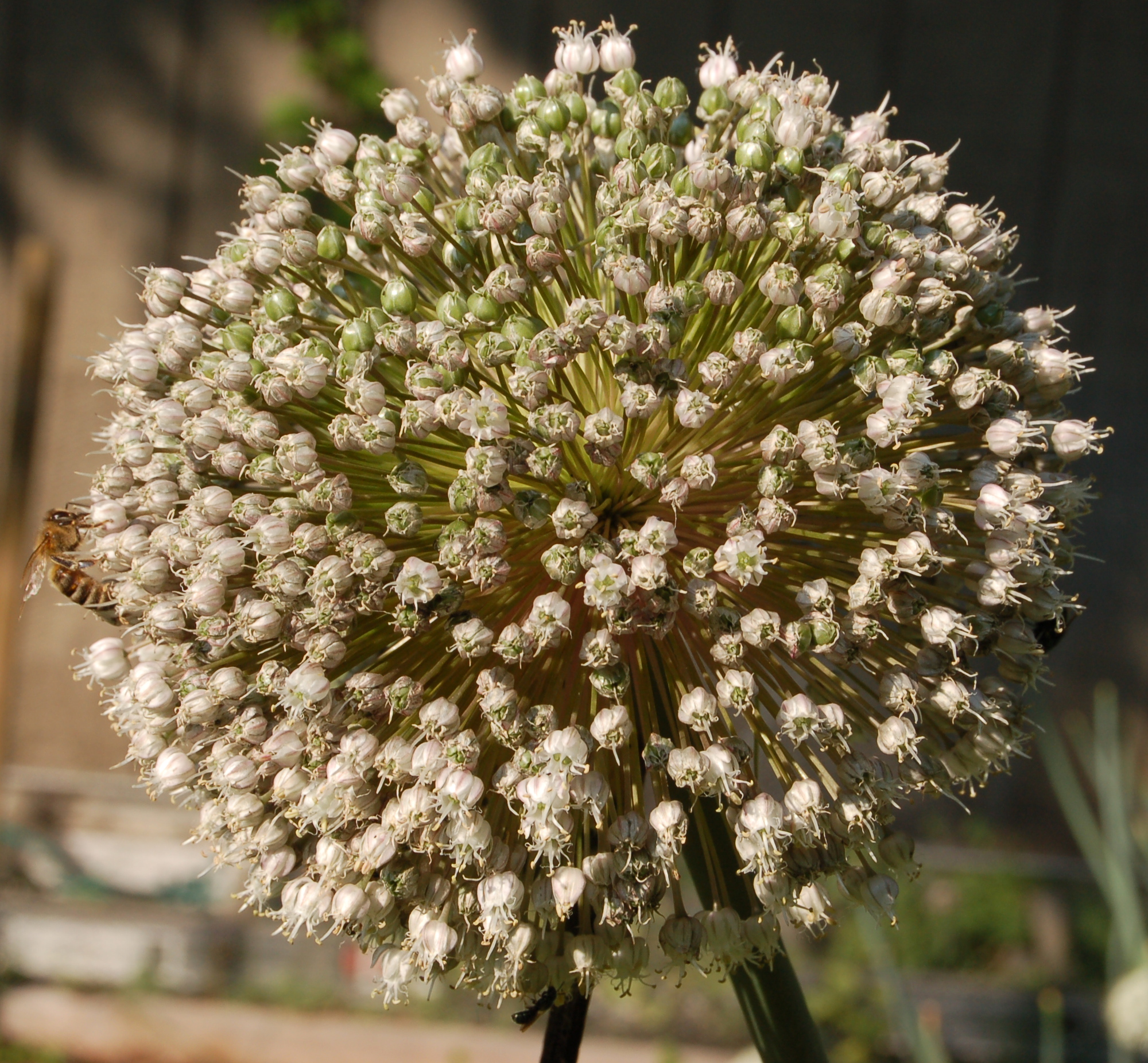
Detail květenství

## Průměrný obsah látek a minerálů
Tabulka udává dlouhodobě průměrný obsah živin, prvků, vitamínů a dalších nutričních parametrů zjištěných v pórku.
| Složka          | Jednotka | Průměrný obsah | Prvek (mg/100 g) | Průměrný obsah | Složka (mg/100g) | Průměrný obsah |
| --------------- | -------- | -------------- | ---------------- | -------------- | ---------------- | -------------- |
| voda            | g/100 g  | 90,8           | Na               | 2              | vitamin C        | 17             |
| bílkoviny       | g/100 g  | 1,6            | K                | 260            | vitamin D        | 0              |
| tuky            | g/100 g  | 0,5            | Ca               | 24             | vitamin E        | 0,92           |
| cukry           | g/100 g  | 2,2            | Mg               | 3              | vitamin B6       | 0,48           |
| škrob           | g/100 g  | 0,3            | P                | 44             | vitamin B12      | 0              |
| vláknina        | g/100 g  | 2,2            | Fe               | 1,1            | karoten          | 0,177          |
| mastné kyseliny | g/100 g  | 0,4            | Cu               | 0,02           | thiamin          | 0,29           |
| cholesterol     | g/100 g  | 0              | Zn               | 0,2            | riboflavin       | 0,05           |
| energie         | kJ/100 g | 93             | Mn               | 0,2            | niacin           | 0,4            |

## Použití v gastronomii
Pór je široce užívaný do polévek, omáček, nebo se krájí na chleba, neměl by chybět ani v rybích polévkách a jako přísada při vaření ryb a krabů, ale také vepřového ovaru a jehněčího masa. Římané připravovali z mladého póru i salát. Obsahuje vitamíny, např. provitamín A, B1 a B6, C (15 mg ve 100 g), E, betakaroten, lutein a minerální látky, např. draslík, vápník, fosfor, železo, mangan, selen; dále obsahuje alicin a zeaxantin. V Anglii a Americe je považován za zeleninu, zatímco v Evropě a zejména ve Francii je řazen i jako koření.

## Použití v léčitelství
Pór povzbuzuje chuť k jídlu (díky sirným silicím), podporuje činnost zažívacích orgánů, dále podporuje činnost ledvin.

## Symbolika
Pór je považován za národní zeleninu Walesu, jedné ze zemí Spojeného království.